# Набережный, Назар Назарович
Назар Назарович Набережный (укр. Назар Назарович Набережний; 7 апреля 2001, Черкассы — 29 января 2024, Авдеевка) — украинский военнослужащий, капитан, участник российско-украинской войны. Герой Украины (2024, посмертно).

## Биография
Назар Набережный родился в городе Черкассы. В 2013 году вступил в украинскую скаутскую организацию «Пласт», а в 2015 году принял пластовую присягу. Вместе с товарищами организовывал молодёжные лагеря, такие как «Козацкий фарватер».
Окончил школу №18 в Черкассах и был выпускником Черкасского клуба юных моряков. Позже поступил в Национальную академию сухопутных войск имени гетмана Петра Сагайдачного во Львове, где получил офицерское звание.
Служил командиром штурмовой роты в 110-й отдельной механизированной бригаде. В 2022 году участвовал в боевых действиях и получил ранение. После реабилитации вернулся к службе.
29 января 2024 года, во время обороны Авдеевки, группа, в которой находился Набережный, попала в засаду. Чтобы спасти своих товарищей, он приказал им отступить, а сам остался на позиции, отражая атаку врага. В результате этого боя он погиб. Его тело удалось эвакуировать позже, так как изначально он считался пропавшим без вести.
Похоронен в Черкассах.

## Награды
- Звание «Герой Украины» с удостоением ордена «Золотая Звезда» (23 августа 2024, посмертно) — за личное мужество и героизм, проявленные в защите государственного суверенитета и территориальной целостности Украины, верность военной присяге[4].
- Орден «За мужество» III степени — за личное мужество и самоотверженные действия, проявленные в защите государственного суверенитета и территориальной целостности Украины, верность военной присяге.